# Acanthoscelides inquisitus
Acanthoscelides inquisitus är en skalbaggsart som först beskrevs av Henry Clinton Fall 1910.  Acanthoscelides inquisitus ingår i släktet Acanthoscelides och familjen bladbaggar. Inga underarter finns listade i Catalogue of Life.